# Rondón (kommun)
Rondón är en kommun i Colombia.   Den ligger i departementet Boyacá, i den centrala delen av landet, 140 km nordost om huvudstaden Bogotá. Antalet invånare är 3 011. Arean är 258 kvadratkilometer.
Terrängen i Rondón är bergig söderut, men norrut är den kuperad.